# 러시클리프

러시클리프의 위치

러시클리프(영어: Rushcliffe)는 잉글랜드 노팅엄셔주에 위치한 비도시 자치구로 중심 도시는 웨스트브리지퍼드이며 인구는 113,670명(2014년 기준), 면적은 409.2km2이다.